# Aburina uncinata
Aburina uncinata là một loài bướm đêm trong họ Noctuidae.